# Effetto Peltzman
(Alberto Mingardi - L'intelligenza del denaro, pag 100)
La riduzione del beneficio previsto dai regolamenti che intendono aumentare la sicurezza è a volte indicato come effetto Peltzman, in riconoscimento di Sam Peltzman, professore di economia alla University of Chicago Booth School of Business.

## Teoria
Nel 1975 Peltzman pubblicò l'articolo The Effects of Automobile Safety Regulation sul Journal of Political Economy, in cui - in un periodo storico in cui furono introdotte una serie di regole per il settore automobilistico volte ad aumentare la sicurezza delle automobili, prevalentemente grazie all'utilizzo di dispositivi, che nello stesso modo aumentavano notevolmente il costo del veicolo - suggerì che la regolamentazione non aveva diminuito i decessi in autostrada. Secondo Peltzman, la regolamentazione era nel migliore dei casi inutile, mentre nel peggiore addirittura controproducente.
La premessa che un dispositivo che rende più sicura un'auto riduca il numero di morti è infatti, secondo Peltzman, una visione semplicistica. I suoi studi dimostrarono che le cose non stavano così: a ridosso dell'introduzione dei nuovi dispositivi di sicurezza si riscontravano in effetti degli effetti positivi, ma dopo poco tempo il numero di morti ritornava al livello precedente o addirittura aumentava.  Ciò è spiegato dal fatto che le persone si sentono più sicure grazie a questi strumenti e di conseguenza assumono più rischi; nel caso delle auto, vanno più velocemente. Se è vero che il mezzo è più sicuro, l'utilizzo dello stesso è più sprovveduto ed il combinato disposto non produce effetti positivi come si riterrebbe ad una prima superficiale analisi. Questo studio scatenò un enorme dibattito, con vari articoli che contestavano la tesi di Peltzman, sostenendo come lo studio non avesse preso in considerazione alcuni ambiti particolari (come gli effetti sulla sicurezza nelle città, in specifiche categorie di automobilisti, ...).
L'effetto Peltzman è ormai considerato quasi universalmente effettivo anche in conseguenza di alcuni studi abbastanza recenti fatti nell'ambiente delle corse automobilistiche in USA, i quali hanno dimostrato come invariabilmente, ad ogni aumento delle regole per la sicurezza, nelle gare sono aumentati gli incidenti e le conseguenze negative degli stessi. L'effetto Peltzman può anche tradursi in un effetto ridistributivo in cui le conseguenze di un comportamento rischioso sono sempre più sentite da parte di persone innocenti (vedi rischio morale). A titolo di esempio, se un conducente tollerante al rischio risponde agli interventi di sicurezza del conducente, come cinture di sicurezza obbligatorie, zone di deformazione, ABS, ecc. guidando più velocemente e con minore attenzione, allora questo può causare un aumento delle lesioni e dei decessi dei pedoni.